# Alfredo Genovese

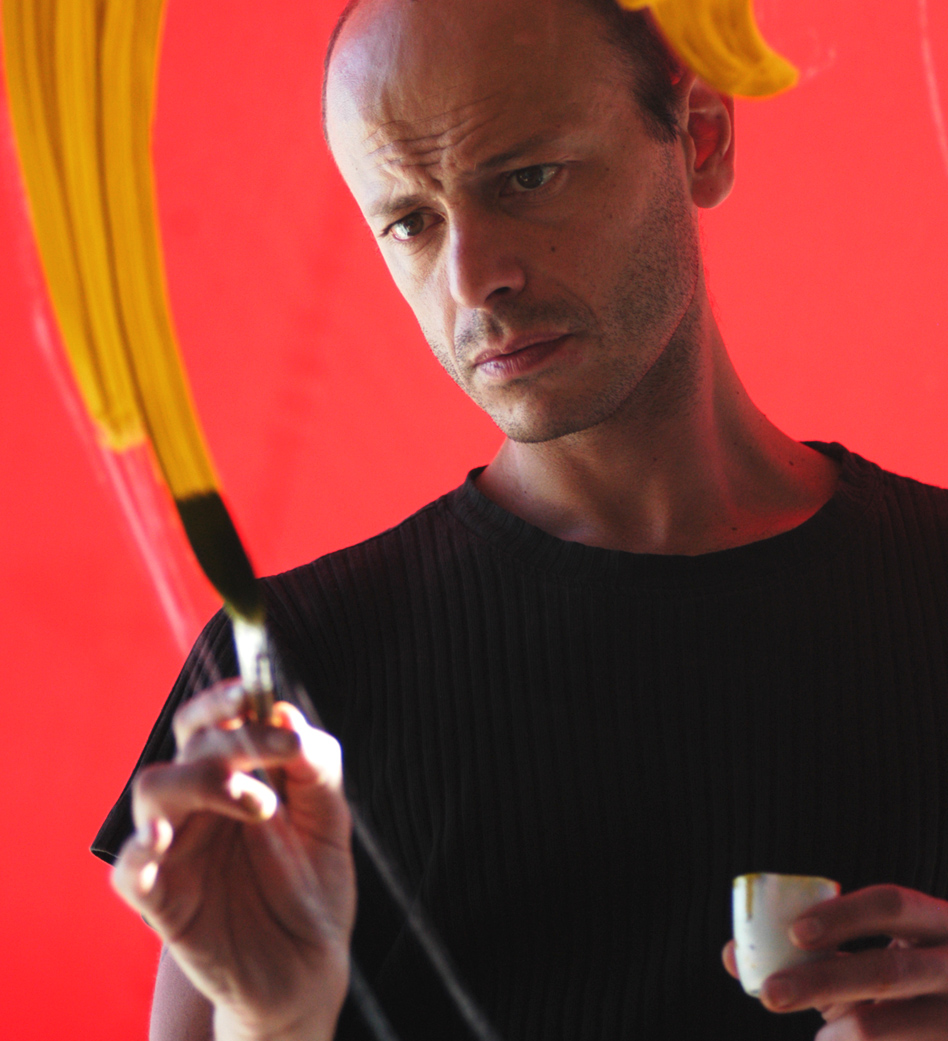
Alfredo Genovese.

Alfredo Genovese (n. Buenos Aires, 24 de noviembre de 1964) es un fileteador y artista visual. También es reconocido como investigador y profesor, autor de varios libros sobre fileteado porteño, estilo artístico popular típico de Buenos Aires. Fue nombrado Personalidad Destacada de la Cultura por la Legislatura de la Ciudad Autónoma de Buenos Aires.

## Formación y estudios

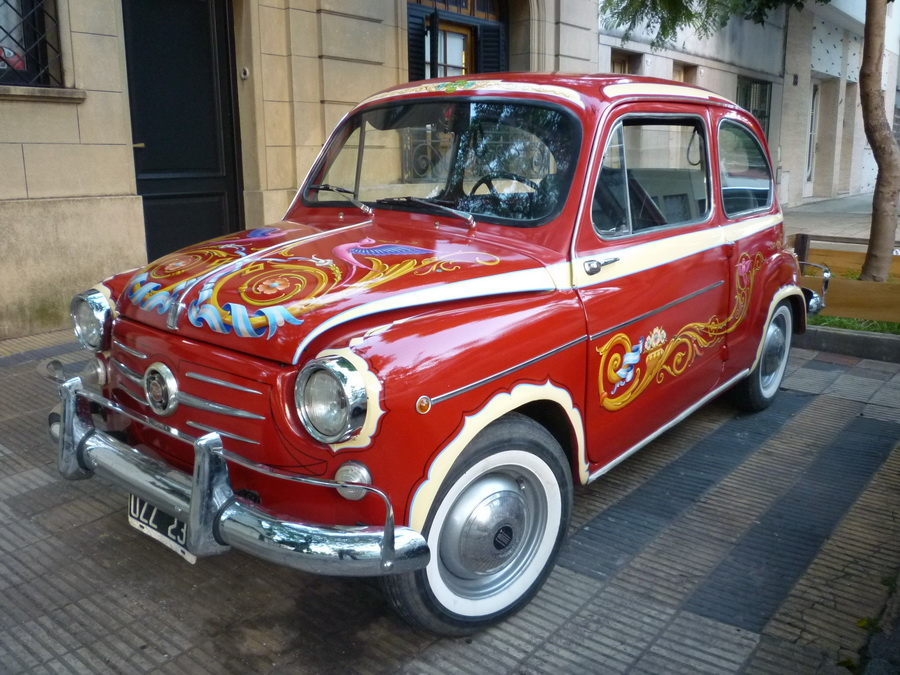
Fiat 600 fileteado por Alfredo Genovese en su taller de fileteado porteño.

En 1984 entra en la Nacional de Bellas Artes Prilidiano Pueyrredón, pero el fileteado no estaba incluido en el plan de estudios. Así que, dos años más tarde se inició en este arte por el maestro León Untroib, fue cambiando poco a poco sus trabajos a fileteados.
En 1988 se graduó como profesor de pintura, luego comenzó un viaje de cinco años, en los que hizo todo tipo de trabajos artísticos. Vivió dos años en Italia, donde trabajó en serigrafía artística y murales.
En 1993 regresó a Buenos Aires y trabajó con Cacho Monastirsky en técnicas de trampantojo.
En 1996 conoce al maestro Ricardo Gómez, de quien aprende a filetear carros y camiones. A partir de 1999 introduce el fileteado a la pintura corporal y luego en tatuajes logrando una fusión que luego extendió al arte digital.

## Producción teórica y docencia

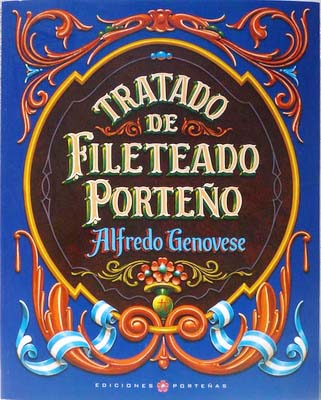
Portada de Tratado de Fileteado Porteño.

Luego de recopilar el escaso material teórico existente, Alfredo Genovese inicia una investigación técnica e iconográfica sobre fileteado porteño que se materializó en la publicación de los libros Tratado de Fileteado Porteño (2003), Fileteado Porteño (2005), Manual del Filete porteño (2008). Escribe también Filete Porteño, un libro para la Secretaría de Cultura del Gobierno de la Ciudad de Buenos Aires editado el año 2008.
Se desempeña como docente desde 1998 en el Centro Cultural Ricardo Rojas de la Universidad de Buenos Aires. Dictó cursos de fileteado en numerosas ciudades de la República Argentina y también en Chicago, Madrid, Barcelona, Bridport y París.

## Producción artística
En 2004 fue curador del concurso de murales organizado por el Museo Casa Carlos Gardel, en lo que se denomina actualmente El Paseo del Tango, en el barrio de Abasto.
Creó diseños fileteados para reconocidas marcas y productos, para tapas de revistas, discografía y en campañas publicitarias, como Nike, Evian y MuchMusic, entre otras.
El 28 de junio de 2012, la Legislatura de la Ciudad Autónoma de Buenos Aires lo nombró Personalidad Destacada de la Cultura.